# 上曼萨纳尔
上曼萨纳尔（西班牙語：Manzanal de Arriba）是西班牙卡斯蒂利亚-莱昂萨莫拉省的一个市镇。 总面积130平方公里，总人口459人（2001年），人口密度4人/平方公里。